# 生駒雷遊
生駒 雷遊（いこま らいゆう、1895年4月1日 - 1964年12月2日）は、活動弁士、俳優である。本名は生駒 悦（読み不明）。東京浅草を中心に高い人気を得た。

## 人物・来歴
1895年（明治28年）4月1日、岡山県 真島郡落合村大字垂水（現在の同県真庭市落合垂水）で運送業を営む、若狭屋生駒宗平の長男・悦として生まれる。
1912年（明治45年）、旧制・岡山県立商業学校（現在の岡山県立岡山東商業高等学校）を卒業、役場につとめるが、退職して上京し、早稲田大学に入学した。やがて中退、伊井蓉峰門下から日活（1912年設立）の「活動写真弁士養成所」で弁士の技術を学んだ。
1916年（大正5年）、満21歳のころ、浅草の帝国館で公開されたユニバーサル映画の一連のブルーバード映画作品が大ヒットし、生駒の解説の功とされた。1917年（大正6年）、22歳のころ、同館の主任弁士となった。。1918年（大正7年）1月、浅草帝国館封切り、監督・脚本リン・F・レイノルズ、マートル・ゴンザレス主演のブルーバード映画『南方の判事』のなかで、林天風が考案した説明の文句「春や春、春南方のローマンス」の名調子が評判となる。
浅草・千代田館の専属となる。徳川夢声が山の手のインテリ層に人気を誇ったのに対して、雷遊は下町の庶民に愛された。「新宿の夢声か、浅草の雷遊か」と比較され、夢声と2人で東京の人気を二分した。
1926年（大正15年）、31歳のころ、徳川夢声、山野一郎、大辻司郎らの「ナヤマシ会」に参加。その後、トーキーの登場で活動が徐々に少なくなり、軽演劇の俳優に転身、1933年（昭和8年）、38歳にして、古川ロッパらとともに「笑の王国」を旗揚げ、のちに座長となった。「笑の王国」が解散してからは、自ら一座を結成し地方巡業したり、映画館の経営などいろいろ手を出したが成功せず。晩年は無声映画鑑賞会などを催し往年のファンらを楽しませた。
1964年（昭和39年）12月2日、食道癌のため死去した。満69歳没。
私生活では、笑の王国の一員で19歳年下の喜劇女優の清川虹子と1933年から1935年にかけて同居生活を送り、1934年には男児をもうけた。

## 関連事項
- ブルーバード映画
- en:B movies (Hollywood Golden Age)

## 註
1. ↑  上田正昭、津田秀夫、永原慶二、藤井松一、藤原彰、『コンサイス日本人名辞典 第5版』、株式会社三省堂、2009年 89頁。
2. 1 2 3 4 5 6 7  生駒雷遊、コトバンク、2010年5月29日閲覧。
3. 1 2 3 4  「民俗資料館 生駒雷遊」、真庭市落合エリアデジタルミュージアム、2010年5月29日閲覧。
4. ↑  『日本映画発達史 I 活動写真時代』、田中純一郎、中公文庫、1975年12月10日 ISBN 4122002850, p.322-323.
5. ↑  服部敏良『事典有名人の死亡診断 近代編』付録「近代有名人の死因一覧」（吉川弘文館、2010年）3頁
6. ↑  清川虹子『役者馬鹿 女の一笑 女の自叙伝』婦人画報社、1988年、pp.54-57、212

## 関連書籍
- 安藤鶴夫『春やむかし』、『安藤鶴夫作品集 IV』所収、朝日新聞社、1970年 / 復刻 1997年 ISBN 4022570385

生駒の終焉を描く小説。